# Linia kolejowa Berga-Kelbra – Stolberg (Harz)
Linia kolejowa Berga-Kelbra – Stolberg (Harz) – lokalna linia kolejowa w Niemczech, w kraju związkowym Saksonia-Anhalt. Biegnie z Berga-Kelbra do Stolberg (Harz) i ma 15 km długości.